# Simpang Abail
Simpang Abail is een bestuurslaag in het regentschap Simeulue van de provincie Atjeh, Indonesië. Simpang Abail telt 334 inwoners (volkstelling 2010).